# نهر دواركا
نهر دواركا (يسمى أيضًا بابل) هو أحد روافد نهر هوغلي.

## مساره

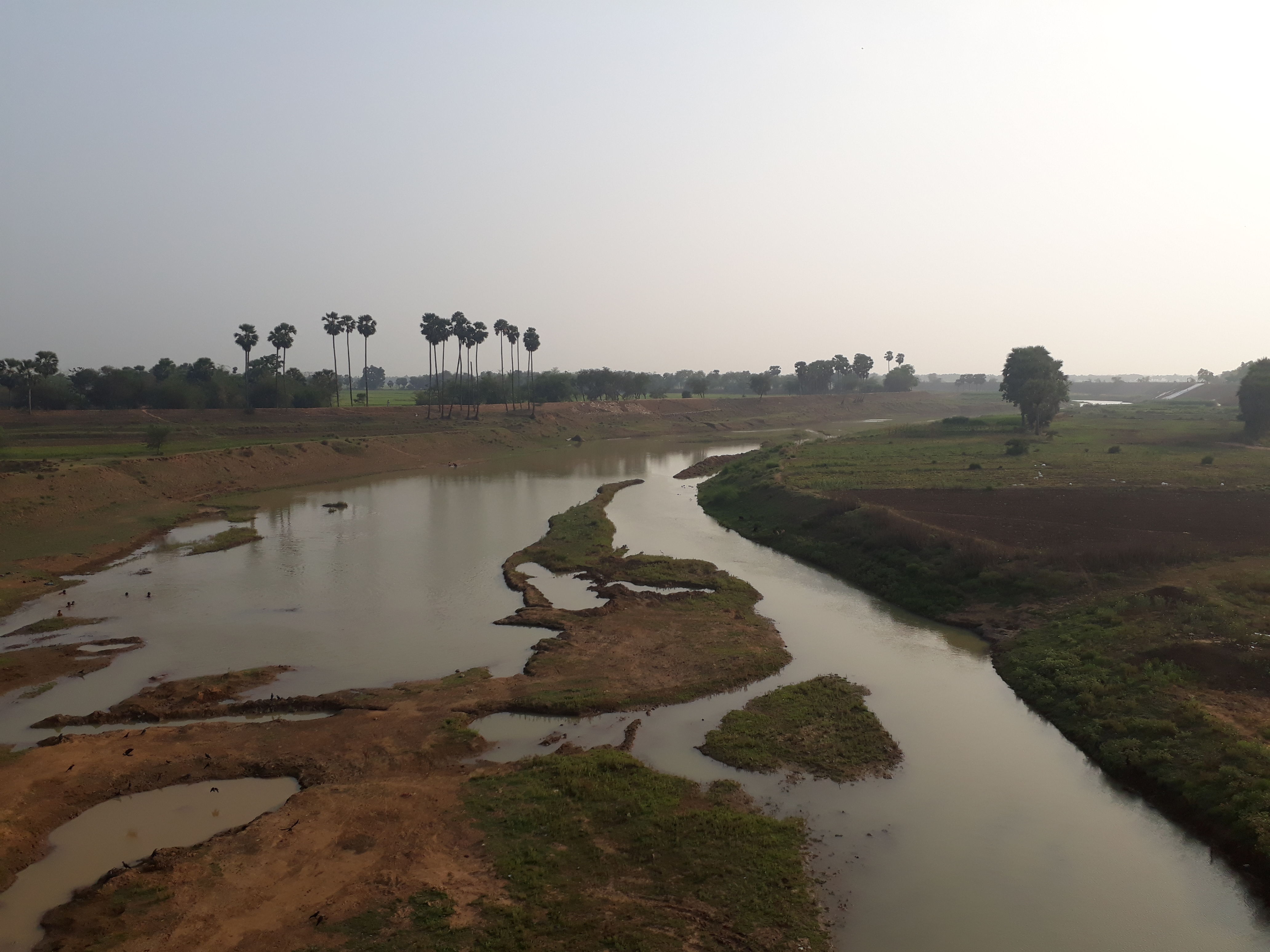
نهر دوركا، أحد روافد نهر دوغلي

ينبع دواركا في سانتال بارجاناس في جهارخاند، ويتدفق عبر ديوتشا، ثم عبر مناطق مخفر شرطة مايوريسوار ورامبورهات في منطقة بربوم. يتدفق أخيرًا عبر منطقة مرشد أباد، حيث ينضم إلى نهر هوغلي. يبلغ الطول الإجمالي لنهر دواركا 156.5 كم.
يحتوي على عدة أسماء والعديد من الروافد الصغيرة ومصبات الأنهار. يتدفق عبر قسم كاندي الفرعي وبالقرب من كاليانبور مرشد أباد اندمج هذا النهر مع بهاجيراثي. كما أن مياهه الخلفية العديدة والقنوات الجانبية يتصل بها نهر هوغلي. إنه تيار تل به أسرة مليئة بالحصى والطين الأصفر.